# Myrcia haenkeana
Myrcia haenkeana är en myrtenväxtart som först beskrevs av Otto Karl Berg, och fick sitt nu gällande namn av Joáo Rodrigues de Mattos. Myrcia haenkeana ingår i släktet Myrcia och familjen myrtenväxter.
Artens utbredningsområde är Bolivia. Inga underarter finns listade i Catalogue of Life.